# Géologie de la Colombie

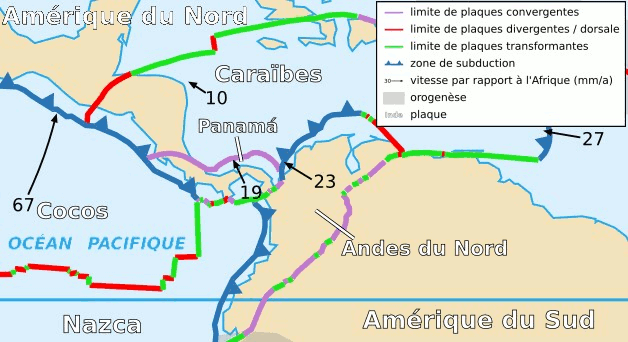
Tectonique des plaques en Colombie.

La Colombie  est un pays géologiquement actif et tout le territoire colombien s'étend sur une large partie de la plaque sud-américaine, où se trouvent la plupart des terres émergées, la plaque caraïbe et la plaque de Nazca.

## Zone émergée et zone submergée
La Colombie est constituée de deux grandes zones. L'une est submergée dans l'océan Pacifique et la mer des Caraïbes et recouvre une surface totale de 828 660 km2, l'autre est la zone émergée, formée par la cordillère des Andes et les plaines de Llanos partagées avec le Venezuela et couvrant 1 143 748 km2.

### Zone émergée

Les régions naturelles de Colombie.

Dans la zone émergée, la région est baignée par de nombreuses rivières parmi lesquelles le Río Meta, le Río Vichada et le Río Inírida, affluents d'autres rivières majeures, tels l'Amazone, l'Orénoque, le Río Vaupés, le Río Caquetá, le Río Putumayo et le Río Guaviare. 

#### Les plaines du nord
La zone septentrionale est caractérisée par de grandes plaines identiques à la savane et situées entre la  cordillère des Andes et le plateau des Guyanes, formées durant le Tertiaire recouvertes en quasi-totalité de sable et d'argile que les rivières apportèrent des Andes durant le Quaternaire.

#### La zone de la Macarena
La Macarena est située au centre des plaines de Llanos, avec une topographie plus ondulée et des formations élevées telles l'Alto Vaupés ou la Serranía de la Macarena, isolées au milieu des plaines et vers le Plateau des Guyanes.

#### La zone sud
La zone sud est formée par les bassins du Río Putumayo et de l'Amazone. Le terrain y est plat. Cette zone est recouverte d'une jungle dense et constitue la plus grande partie de la région amazonienne de la Colombie. 

#### La région andine
La région andine fut créée après le développement d'un système géologique complexe commencé au Paléozoïque quand la plaque de Nazca entra en collision avec la plaque sud-américaine en la poussant au-dessus de la plaque caraïbe, ce qui créa les îles volcaniques de la côte pacifique et l'isthme de Panama. Le massif, près de la frontière avec l'Équateur, s'est scindé en trois chaînes de montagnes :  la Cordillère Centrale, la Cordillère Orientale et la Cordillère Occidentale, chacune étant le produit de trois processus de formation différents, et séparées les unes des autres par des vallées.
La Cordillère Orientale fut la première chaîne formée, développée vers la fin du Tertiaire et constituée surtout de sédiments. Sa formation recouvrit la savane de Bogota et les hautes terres des départements de Cundinamarca et Boyacá de sédiments pélagiques du Précambrien et du Paléozoïque à base de roches métamorphiques. Au nord-est, des massifs volcaniques se sont formés dans les départements de Santander et Norte de Santander, ainsi que les Andes du Venezuela et les Serranías de Perijá et Motilones à la frontière entre la Colombie et le Venezuela durant le Pléistocène et recouverts de roches sédimentaires durant le Mésozoïque. 
La Cordillère Centrale s'est formée durant le Paléozoïque avec des intrusions granitiques et métamorphiques. L'Est présente des roches volcaniques basiques de la fin du Crétacé et des roches intrusives diorites du Tertiaire. À l'ouest, on trouve des roches métamorphiques du Paléozoïque et deux massifs majeurs, à Ibagué et la Serranía de San Lucas. Une autre formation importante est la Serranía del Baudó, à l'ouest du pays.

## Volcanisme
| \| Localisation des Colombie (volcans) en Colombie \| Azufral Cerro Bravo Cerro Machín Cerro Negro de Mayasquer Cumbal Doña Juana Galeras Ndo del Huila Ndo del Quindío Ndo del Ruiz Ndo del Tolima Ndo el Cisne Petacas Puracé Romeral Santa Isabel Sotará |
| Localisation des Colombie (volcans) en Colombie |

La Colombie a une activité volcanique car elle est située dans la zone d’interaction de trois plaques tectoniques : la plaque de Nazca, la plaque d’Amérique du Sud et la plaque des Caraïbes. En particulier, le territoire colombien est situé dans la ceinture de feu du Pacifique, où les plaques océaniques pénètrent dans la subduction, transportant vers le manteau des sédiments remplis d’eau qui, déshydratés, forment une ceinture volcanique. La plupart des volcans de la Colombie sont situés dans la chaîne de montagnes centrale, bien qu'il existe des traces d'activité volcanique dans les chaînes de montagnes de l'ouest et de l'est. Le volcan Galeras est l’un des plus dangereux du sud de la Colombie. Depuis 1580, il présente une grande activité.

Le massif volcanique le plus étudié à ce jour est les Nevados de Ruiz - Tolima - Santa Isabel, dans la chaîne de montagnes centrale depuis 1845, une éruption de Ruíz faisant un bilan de 1 000 morts et de nombreuses pertes matérielles dans la vallée du Magdalena. En 1985, une autre éruption de Ruiz provoqua la destruction de la ville d'Armero et causa environ 25 000 décès. En raison de cette catastrophe, le gouvernement colombien a délégué la responsabilité du suivi technique au service géologique colombien (anciennement Ingeominas).
| Nom                      | Altitude | Classification                      | Coordonnées                        | Dernière éruption | Département                 |
| ------------------------ | -------- | ----------------------------------- | ---------------------------------- | ----------------- | --------------------------- |
| Volcan Sotará            | 4 400 m  | Stratovolcan                        | 2° 06′ 28,5″ N, 76° 35′ 28,1″ O    | ?                 | Cauca                       |
| Volcan Romeral           | 3 858 m  | Stratovolcan                        | 5° 13′ 03,5″ N, 75° 22′ 08″ O      | 5950 av. J.-C.    | Caldas                      |
| Volcan Puracé            | 4 646 m  | Stratovolcan                        | 2° 18′ 47,7″ N, 76° 23′ 42,8″ O    | 1977              | Huila et Cauca              |
| Volcan Petacas           | 3 100 m  | Stratovolcan                        | 1° 40′ 30,3″ N, 76° 49′ 12″ O      | ?                 | Nariño et Cauca             |
| Volcan Paipa             | 2 825 m  | Dome de lave                        | 5° 41′ 37″ N, 73° 07′ 11,5″ O      | ?                 | Boyacá                      |
| Volcan Las Ánimas        | 4 242 m  | Stratovolcan                        | 1° 33′ 54,5″ N, 76° 51′ 25″ O      | ?                 | Nariño                      |
| Volcan Galeras           | 4 276 m  | Volcan complexe                     | 1° 13′ 17,1″ N, 77° 21′ 33,7″ O    | 2018              | Nariño                      |
| Volcan El Escondido      | 1 700 m  | Complexe en forme de dôme annulaire | 5° 31′ 00,3″ N, 75° 02′ 52,4″ O    | -30 000 ans       | Caldas                      |
| Volcan Doña Juana        | 4 500 m  | Stratovolcan                        | 1° 30′ 00,9″ N, 76° 56′ 08,7″ O    | 1906              | Nariño et Cauca             |
| Volcan del Totumo        | 7 m      | Cône volcanique                     | 10° 44′ 40,31″ N, 75° 14′ 28,29″ O | 2000              | Bolívar                     |
| Volcan Cumbal            | 4 764 m  | Stratovolcan                        | 0° 56′ 58,9″ N, 77° 53′ 46,5″ O    | 2014              | Nariño                      |
| Volcan Chiles            | 4 718 m  | Stratovolcan                        | 0° 49′ 00,4″ N, 77° 56′ 14,5″ O    | Pleistoceno       | Nariño                      |
| Volcan Bordoncillo       | 3 455 m  | Stratovolcan                        | 1° 09′ 21,8″ N, 77° 05′ 55,7″ O    | ?                 | Nariño et Putumayo          |
| Volcan Azufral           | 4 070 m  | Stratovolcan                        | 1° 05′ 06,3″ N, 77° 43′ 08,3″ O    | 930 av. J.-C. ?   | Nariño                      |
| Volcan Arboletes         | 10 m     | Caldeira                            | 8° 51′ 01,32″ N, 76° 25′ 56,19″ O  | ?                 | Antioquia                   |
| Volcan Alto Mellizos     | 2 441 m  | Stratovolcan                        | 5° 30′ 15,1″ N, 75° 39′ 42,6″ O    | ?                 | Caldas                      |
| Volcan Alto de Mulatos   | 387 m    | Caldeira                            | 8° 08′ 08,96″ N, 76° 33′ 01,26″ O  | ?                 | Antioquia                   |
| Nevado el Cisne          | 4 800 m  | Stratovolcan                        | 4° 50′ 33,1″ N, 75° 20′ 43″ O      | ?                 | Caldas                      |
| Nevado del Tolima        | 5 216 m  | Stratovolcan                        | 4° 39′ 31″ N, 75° 19′ 48,8″ O      | 2800 av. J.-C.    | Tolima                      |
| Nevado del Ruiz          | 5 321 m  | Stratovolcan                        | 4° 53′ 33,6″ N, 75° 19′ 10,5″ O    | 2016              | Caldas et Tolima            |
| Nevado del Quindío       | 4 760 m  | Stratovolcan                        | 4° 42′ 13,6″ N, 75° 23′ 00,1″ O    | ?                 | Risaralda et Tolima         |
| Nevado del Huila         | 5 364 m  | Stratovolcan et volcan complexe     | 2° 55′ 24,1″ N, 76° 01′ 41,3″ O    | 2014              | Huila, Cauca et Tolima      |
| Nevado de Santa Isabel   | 4 965 m  | Stratovolcan                        | 4° 49′ 04,5″ N, 75° 21′ 55,6″ O    | 1943              | Caldas, Risaralda et Tolima |
| Laguna San Diego         | 850 m    | Maar et stratovolcan                | 5° 39′ 00,8″ N, 74° 57′ 36,8″ O    | -10 000 ans       | Caldas                      |
| Cerro Negro de Mayasquer | 4 698 m  | Stratovolcan                        | 0° 49′ 26,6″ N, 77° 57′ 56,5″ O    | 1936              | Nariño                      |
| Cerro Machín             | 2 750 m  | Stratovolcan                        | 4° 29′ 07,4″ N, 75° 23′ 21,7″ O    | -1180 ans         | Tolima                      |
| Cerro Bravo              | 3 985 m  | Stratovolcan                        | 5° 05′ 25,7″ N, 75° 17′ 29,8″ O    | 1720 ± 150        | Tolima                      |